# ائوریکو لارا
ائوریکو لارا (انگلیسی: Eurico Lara; ۲۴ ژانویهٔ ۱۸۹۷ – ۶ نوامبر ۱۹۳۵) بازیکن فوتبال اهل برزیل بود.
از باشگاه‌هایی که در آن بازی کرده‌است می‌توان به باشگاه فوتبال گرمیو اشاره کرد.